# Natatolana
Natatolana is een geslacht van pissebedden in de familie Cirolanidae. De wetenschappelijke naam van het geslacht werd in 1981 voorgesteld door Bruce.

## Soorten
- Natatolana albicaudata (Stebbing, 1900)
- Natatolana amplocula Bruce, 1986
- Natatolana angula Bruce, 1986
- Natatolana anophthalma (Kussakin & Vasina, 1982)
- Natatolana aotearoa Keable, 2006
- Natatolana arcicauda (Holdich, Harrison & Bruce, 1981)
- Natatolana arrama Bruce, 1986
- Natatolana boko Bruce, 1986
- Natatolana borealis (Lilljeborg, 1851)
- Natatolana bowmani Bruce, 1986
- Natatolana brucei Keable, 2006
- Natatolana bulba Bruce, 1986
- Natatolana buzwilsoni Keable, 2006
- Natatolana caeca (Dollfus, 1903)
- Natatolana californiensis (Schultz, 1966)
- Natatolana carlenae Brusca, Wetzer & France, 1995
- Natatolana corpulenta (Hale, 1925)
- Natatolana curta (Richardson, 1910)
- Natatolana debrae Keable, 2006
- Natatolana endota Bruce, 1986
- Natatolana femina Keable, 2006
- Natatolana flexura Keable, 2006
- Natatolana galathea Bruce, 1986
- Natatolana gallica (Hansen, 1905)
- Natatolana gorung Bruce, 1986
- Natatolana gracilis (Hansen, 1890)
- Natatolana helenae Keable, 2006
- Natatolana hirtipes (H. Milne Edwards, 1840)
- Natatolana honu Keable, 2006
- Natatolana imicola (Dollfus, 1903)
- Natatolana insignis Hobbins & Jones, 1993
- Natatolana intermedia Vanhöffen, 1914
- Natatolana japonensis (Richardson, 1904)
- Natatolana kahiba Bruce, 1986
- Natatolana karkarook Bruce, 1986
- Natatolana laewilla Bruce, 1986
- Natatolana lilliput Keable, 2006
- Natatolana longispina Bruce, 1986
- Natatolana lowryi Keable, 1997
- Natatolana luticola (Holdich, Harrison & Bruce, 1981)
- Natatolana matong Bruce, 1986
- Natatolana meridionalis Hodgson, 1910
- Natatolana nammuldi Bruce, 1986
- Natatolana narica (Bowman, 1971)
- Natatolana natalensis (Barnard, 1940)
- Natatolana natalis (Menzies & George, 1972)
- Natatolana neglecta (Hansen, 1890)
- Natatolana nitida (Hale, 1952)
- Natatolana nukumbutho Bruce & Olesen, 1995
- Natatolana obtusata Vanhöffen, 1914
- Natatolana oculata Vanhöffen, 1914
- Natatolana pallidocula (Kussakin & Vasina, 1982)
- Natatolana paranarica Keable, 2006
- Natatolana pastorei (Giambiagi, 1925)
- Natatolana pellucida (Tattersall, 1921)
- Natatolana pilula (Barnard, 1955)
- Natatolana prolixa Bruce, 1986
- Natatolana rekohu Bruce, 2003
- Natatolana rossi (Miers, 1876)
- Natatolana rusteni Keable, 2006
- Natatolana sinuosa Keable, 2006
- Natatolana taiti Keable, 1997
- Natatolana tenuistylis (Miers, 1884)
- Natatolana thalme Bruce, 1986
- Natatolana thurar Bruce, 1986
- Natatolana valida (Hale, 1940)
- Natatolana variguberna (Holdich, Harrison & Bruce, 1981)
- Natatolana vieta (Hale, 1925)
- Natatolana virilis (Barnard, 1940)
- Natatolana woodjonesi (Hale, 1924)
- Natatolana wowine Bruce, 1986
- Natatolana zebra Keable, 2006